# Zvíkov u Lišova
Zvíkov (deutsch Zwikow, auch Swikow) ist eine Gemeinde in Tschechien. Sie liegt elf Kilometer östlich des Stadtzentrums von České Budějovice in Südböhmen und gehört zum Okres České Budějovice.

## Geographie
Zvíkov befindet sich in der Talmulde des Baches Miletínsky potok in der Lischauer Schwelle, etwa 4 km südlich von Lišov (deutsch: Lischau). Im Dorf liegen die Teiche Ťulpa und Nový zvíkovský rybník, südöstlich der Zvíkovský rybník, im Süden der Stávek, Sulcovský rybník und Podemlýnský rybník. Südwestlich erhebt sich der U Kazu (548 m).
Nachbarorte sind Konířův Mlýn, Lišov und Slabce im Norden, Hvozdec, Štěpánovice und Skalice im Nordosten, Vlkovice im Osten, Slavošovice, Mladošovice und Petrovice im Südosten, Ledenice und Zaliny im Süden, Ovčín, Kaliště und Jednota im Südwesten, Ortvínovice, Hlincová Hora und Vyhlídky im Westen sowie Jivno, Sviní Luka und Samoty im Nordwesten.

## Geschichte
Der erste schriftliche Nachweis über den Ort erfolgte im Jahre 1357, als der Vladike Nedamir de Zwyekowecz (Nedamír ze Zvíkovce) auf einer Urkunde petschierte. Die Vladiken von Zwikowecz stammten von den Vladiken von Harachy ab und gehörten zu den Vorfahren der Grafen Harrach. Ab 1362 gehörte das Gut Nedamirs Sohn Wilhelm (Vilém). Ihm folgte sein Bruder Jesko (Ješek), der von 1388 bis 1389 als Burggraf auf der Burg Příběnice belegt ist. Zu den nachfolgenden Besitzern gehörte der im Dienste der Herren von Rosenberg stehende Nikolaus von Zwikowecz (Mikuláš ze Zvíkovce). Zum Ende des 14. Jahrhunderts ließen die Herren von Zwikowecz eine steinerne Feste errichten, an der – wahrscheinlich nach der Fertigstellung – eine steinerne Tafel mit der Jahreszahl 1406 angebracht wurde. Während der Herrschaft König Vladislavs II. Jagiello gehörte die Feste dem Georg Magnus von Bresnitz (Jiří Majnuš z Březnice), danach seiner Tochter Elisabeth (Eliška), der Ehefrau von Hermann Lhotsky von Zasmuk (Heřman Lhotský ze Zásmuk). Im Jahre 1539 kaufte Peter V. von Rosenberg das Dorf Zwikowecz und schlug es seiner Herrschaft Wittingau zu. Die Feste erwarb jedoch Andreas Ungnad zu Sonnegg, sie wurde Teil der Herrschaft Frauenberg. Im Rosenberger Urbar von 1555 sind 15 Bauern mit neun Hufen Land als Wittingauer Untertanen aufgeführt. 1611 fiel das Passauische Kriegsvolk, ein Söldnerheer des Fürstbischofs Leopold von Passau, das plündernd und mordend durch die Güter Peter Wok von Rosenbergs zog, in die Gegend ein, verwüstete die Rudolfstädter Bergwerke, brannte am 23. April 1611 Zaliny nieder und plünderte am 4. und 9. Juni Lišov.
Zu Beginn des Dreißigjährigen Krieges belagerte 1618 das Ständeheer unter Heinrich Matthias von Thurn zwei Monate lang das katholische Budweis. Während Budweis an der Seite des Kaisers Matthias stand, unterstützten sowohl Dietrich Malovec von Malovice auf Frauenberg als auch Peter von Schwanberg auf Wittingau die aufständischen Stände. Am 15. Juni 1619 eroberte der kaiserliche General Charles Bonaventure de Longueval, Comte de Bucquoy Rudolfstadt und ließ die Bergstadt für den Verrat in Schutt und Asche legen. Beim Gefecht bei Jivno zwischen den Aufständischen und den Kaiserlichen fielen 70 Mann. Wahrscheinlich zur selben Zeit verwüstete Bucquoy auch die Dörfer Zvíkov, Jivno und Lhotky sowie das dem Protestanten Sigismund von Sudeta (Zikmund ze Sudetů) gehörende Gut Vstuhy. Die niedergebrannten Dörfer Lhotky, Vstuhy und Ortvínovice wurden nie wieder aufgebaut. Nach der Niederlage in der Schlacht am Weißen Berg wurde Wittingau zum Zentrum der Aufständischen, das den Angriffen der Kaiserlichen Truppen noch bis zum März 1622 widerstand. Danach wurden die Güter des Dietrich Malovec von Malovice und Peter von Schwanbergs konfisziert. Letztere, einschließlich der Feste Zwikowecz, fielen an die Habsburger, die die Gegenreformation durchführten. Bei den Kämpfen wurden 13 der 15 Gehöfte niedergebrannt, auch die Feste wurde 1628 als wüst bezeichnet.
Anstelle von Vstuhy entstand später eine Schäferei (Ovčín). Im Jahre 1651 hatte das Dorf 53 Einwohner. Die ursprüngliche Diminutivform Zwikowecz (Zvíkovec) wurde im 17. Jahrhundert durch den neuen Ortsnamen Zwikow abgelöst. Erzherzog Leopold Wilhelm von Österreich trat 1660 die Herrschaft Wittingau an die Grafen und späteren Fürsten Schwarzenberg ab. Im Jahre 1718 hob Adam Franz Fürst zu Schwarzenberg das Vorwerk Zwikow auf und verkaufte dessen Grund an Untertanen. Der Bauer Jakub Tvrzák, der damit die alte Feste erworben hatte, ließ deren drittes Geschoss vor 1751 abtragen. Im Jahre 1840 bestand Zwikow aus 34 Häusern mit 250 Einwohnern. Pfarrort war Stiepanowitz. Bis zur Mitte des 19. Jahrhunderts blieb das Dorf immer dem zur Herrschaft Wittingau gehörigen Hof Urtinowitz untertänig.
Nach der Aufhebung der Patrimonialherrschaften bildete Zvikov/Zwikow ab 1850 mit den Ortsteilen Hvozdec, Urtinovice und Zaliny eine Gemeinde in der Bezirkshauptmannschaft Budějovice/Budweis und dem Gerichtsbezirk Lišov/Lischau. Zaliny löste sich 1868 los und bildete eine eigene Gemeinde. 1901 wurde ein eigenes Schulhaus eingeweiht, zuvor fand der Unterricht in Štěpánovice statt. Die Freiwillige Feuerwehr gründete sich 1908. Zusammen mit Vlkovice gründete die Gemeinde 1909 eine Wassergenossenschaft. Im Jahre 1910 hatte die Gemeinde Zvikov/Zwikow 492 tschechischsprachige Einwohner, im gleichnamigen Ortsteil lebten 326 Personen. Im Jahre 1921 bestand das Dorf aus 45 Häusern und hatte 340 Einwohner. 1922 löste sich auch Hvozdec los. 1930 lebten in den 45 Häusern von Zvíkov 314 Personen. Während der deutschen Besetzung wurden Hvozdec und Zaliny 1943 zwangseingemeindet, dies wurde 1945 wieder aufgehoben. Am 12. Juni 1960 wurde Hvozdec erneut eingemeindet und am 14. Juni 1964 Vlkovice. Zvíkov wurde zusammen mit seinen Ortsteilen am 1. April 1976 nach Lišov eingemeindet. Nach einem Referendum löste sich Zvíkov am 24. November 1990 wieder von Lišov los und bildet seitdem eine eigene Gemeinde.

## Gemeindegliederung
Für die Gemeinde Zvíkov sind keine Ortsteile ausgewiesen. Zu Zvíkov gehören die Ansiedlungen Jednota, Ortvínovice (Urtinowitz) und Ovčín. Grundsiedlungseinheiten sind Dvůr Ortvínovice und Zvíkov.

## Sehenswürdigkeiten

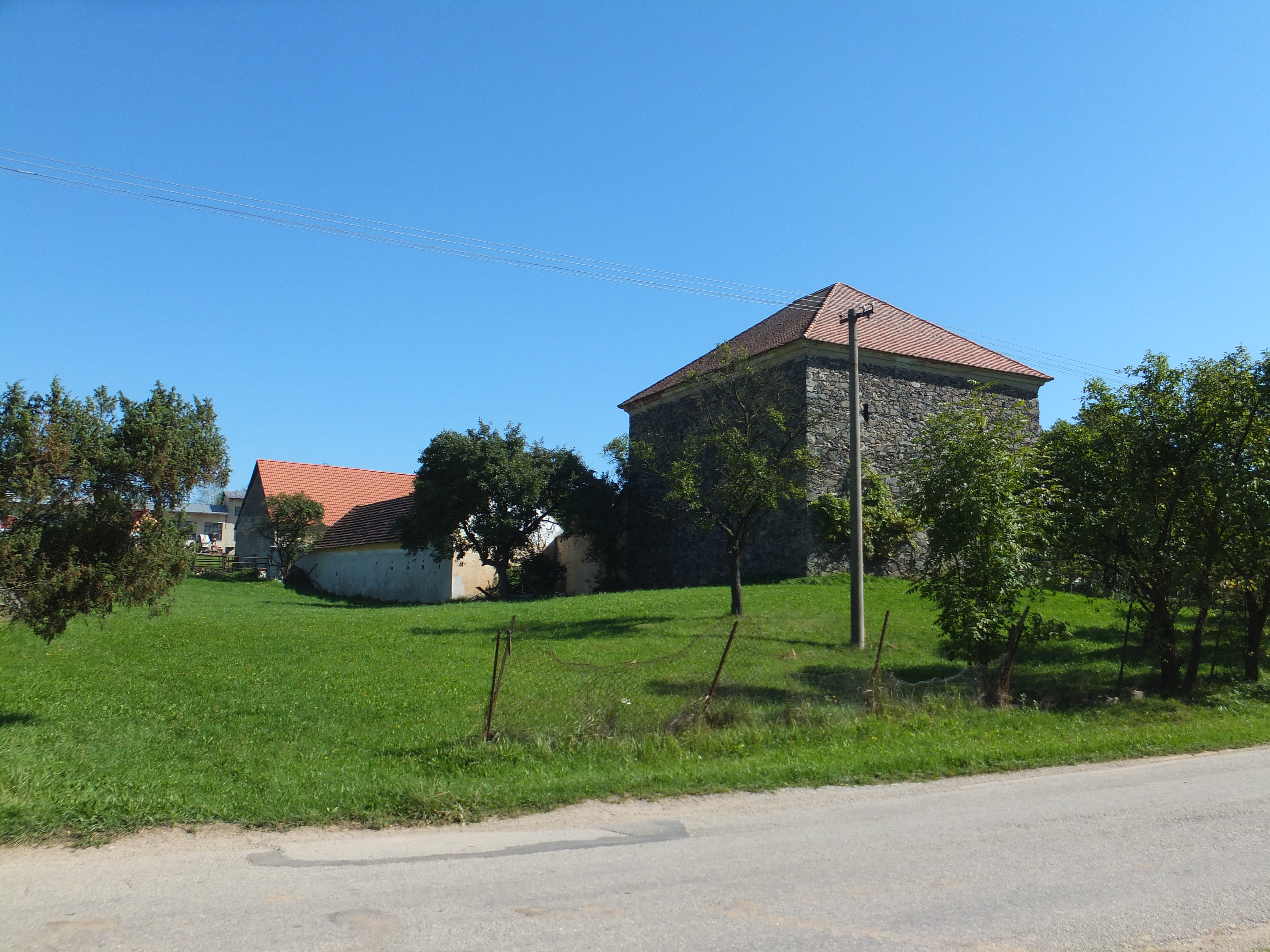
Feste Zvíkov

- Gotische Feste Zvíkov, sie entstand vor 1406 und wurde später zum Speicher umgebaut
- Kapelle, erbaut 1887 vom Lischauer Baumeister Norbert Bendík
- Bildstock
- Giebelgehöfte im südböhmischen Bauernbarockstil
- Hof Ortvínovice, errichtet nach dem Brand von 1724 nach Plänen des Architekten Anton Erhard Martinelli